# کیسه‌موش دم‌دراز
کیسه‌موش دم‌دراز (نام علمی: Planigale ingrami) نام یک گونه از سرده کیسه‌موش‌ها است.